# Tứ Hồ

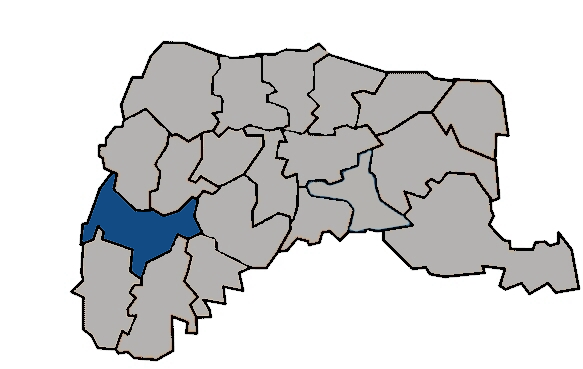
Vị trí tại Vân Lâm

Tứ Hồ (tiếng Trung: 四湖鄉; bính âm: Sìhú Xiāng) là một hương (xã) của huyện Vân Lâm, tỉnh Đài Loan, Trung Hoa Dân Quốc (Đài Loan). Hương nằm ở ven biển và có trường trung học cao cấp văn sinh Công giáo tọa lạc. Tổng diện tích của Tứ Hồ là 77,1189 km², dân số vào tháng 8 năm 2011 là 26.435 người thuộc 9.032 hộ gia đình, mật độ cư trú đạt 342,8 người/km².